# اوتمار رزنباخ
اوتمار رُزنباخ (آلمانی: Ottomar Rosenbach؛ ‏ ۴ ژانویهٔ ۱۸۵۱ – ۲۰ مارس ۱۹۰۷) پزشک و استاد دانشگاه اهل آلمان بود. وی پزشکی را در دانشگاه‌های برلین و وروتسواف خواند و دکترای پزشکی خود را در سال ۱۸۷۴ گرفت که البته تحصیلاتش به‌دلیل وقوع جنگ فرانسه و پروس مدتی دچار وقفه شد.
او لرزش چشم غیرمعمول را هنگام بسته شدن پلک در بیماران مبتلا به بیماری گریوز، که اکنون به عنوان «نشانهٔ چشمی رزنباخ» شناخته می‌شود، کشف کرد. او همچنین یک علامت بالینی را برای نارسایی آئورت (شامل ضربان‌های سیستولیک کبد) که به عنوان «نشانهٔ کبدی رزنباخ» نیز شناخته می‌شود، توصیف کرد.